# 길리건 도덕 발달 이론
길리건 도덕 발달 이론에 대해 설명한다.

## 개요
길리건(Carol Gilligan,1936~ )은 콜버그(Kohlberg)의 이론이 성차별적이라고 비판한다. 그녀는 남성의 도덕성이 정의 지향적이라면, 여성의 도덕성은 대인 지향적이라고 주장하였다. 길리건(Gilligan,1982)은 도덕성이 정의와 배려라는 두 개의 상호 보완적인 관계에 있으며, 이 요소들은 도덕적 문제를 파악하는 특수한 방식을 나타냄과 동시에 각각의 요소들은 서로 다른 발달 유형을 보여준다고 주장하였다. 길리건은 성적 갈등, 낙태 등의 문제와 관련되는 상황에서 청소년들의 도덕적 판단을 분석한 결과를 가지고 배려의 윤리라는 3수준의 여성 도덕성 발달 단계를 제안하였다.

## 제1수준: 자기 중심적 단계
①여성이 자기의 이익과 생존을 위해 자기 중심적으로 몰두하는 단계.
②타인에 대한 관심과 배려가 결여, 오직 자기 자신을 위한 욕구만 보임.
③자기 자신에게 최상의 것이 무엇인가가 결정과 판단의 준거.

## 제1.5수준(과도기): 이기심에서 책임감으로의 변화
①이기심과 책임감의 대립개념이 등장하는 시기.
②자아와 타인 간의 연계성을 인식하기 시작함.
③이기심에 대한 자책감을 알기 시작함.
④하지만 여전히 자신의 행복이 삶의 목표임.

## 제2수준: 책임감과 자기희생의 단계
①타인에 대한 책임과 보살피고자 하는 모성애적 도덕률을 채택하는 단계.
②자신의 희생해서라도 타인이 원하는 것을 해주려는 욕구가 전면에 등장.
③배려의 대상에서 자신은 제외되어 평형상태가 파괴.

## 제2.5수준(과도기): 선에 대한 관심에서 진실에 대한 관심으로의 변화
①타인의 욕구뿐만 아니라 자신의 욕구도 고려함으로써 책임의 개념이 확대되는 단계.
②선에 대한 관심보다 진실에 대한 관심이 더 증가.

## 제3수준: 자신과 타인에 대한 배려의 단계
①인간 관계가 상호적이라는 것을 인식하며 이기심과 책임감 간의 대립이 해소되는 단계.
②더 이상 자신을 무기력하거나 복종적인 존재로 여기지 않음.
③의사결정 과정에서 적극적이고 동등한 참여자가 됨.
④자기자신에 대한 책임감을 느낌.